# 점성도
점성도(영어: viscosity, 점도, 점성(粘性))는 형태가 변화할 때 나타나는 유체의 저항 또는 서로 붙어 있는 부분이 떨어지지 않으려는 성질의 정도를 말한다.
점성을 엄밀히 측정하기는 상당히 어려운 일이지만, 굵기가 같은 가는 관을 같은 양의 액체가 타고 내리는 시간을 비교하면 점성이 큰 액체 쪽이 시간이 더 걸린다. 이때, 한쪽 액체를 표준으로 하여 시간을 재면 점성을 비교할 수가 있다.
점성은 온도가 올라가면 감소하는 것이 보통이므로 측정할 때는 온도를 일정하게 유지해야 한다.
오스트발트의 점도계를 사용하여 물을 표준으로 삼으면, 어떤 액체와 물의 점성의 비(비점성도)는 각각의 밀도를 d, dw, 점도계의 두 눈금 사이를 흘러내리는 시간을 t, tw라고 할 때 로 구할 수 있다.
분자성 액체에서는 액체로 존재하는 온도 범위가 좁은 물질이 넓은 물질에 비해서 점성이 작다. 또, 분자의 구조가 복잡한 것은 점성이 크다. 물이나 알콜 등은 수소 결합이 있으므로 양상이 좀 다르다.
비뉴턴 유체는 점성도가 시간의 영향을 받지 않는 유사소성, 소성, 팽창성 유동이 있고, 시간의 영향을 받는 요변성, 유변성 유동이 있다.

## 동점성계수
유체의 점성계수μ를 그 유체의 질량 밀도 ρ로 나눈 값을 동점성계수라고 한다. 동점성계수의 단위로는 m2/s, cm2/s를 사용하는데, 특히 cm2/s를 스토크스(Stokes)라 부르며 많이 사용한다.
뉴턴의 점성법칙에서는 점성계수 μ를 사용한다.
{\displaystyle {\frac {\mu }{\rho }}=\nu }

## 층밀림 탄성 계수
{\displaystyle \eta =G\cdot t}
{\displaystyle \eta }는 점성도
{\displaystyle G={{\tau } \over {\gamma }}}는 층밀림 탄성 계수
{\displaystyle t} 시간

## 물의 점성
| 온도 [°C] | 점성 [mPa·s] |
| --------- | ------------ |
| 10        | 1.308        |
| 20        | 1.002        |
| 30        | 0.7978       |
| 40        | 0.6531       |
| 50        | 0.5471       |
| 60        | 0.4668       |
| 70        | 0.4044       |
| 80        | 0.3550       |
| 90        | 0.3150       |
| 100       | 0.2822       |

## 다양한 물질의 점성
대표적인 뉴턴 유체 및 일부 비뉴튼 유체의 유동적인 점성이 아래에 나열되어 있다.

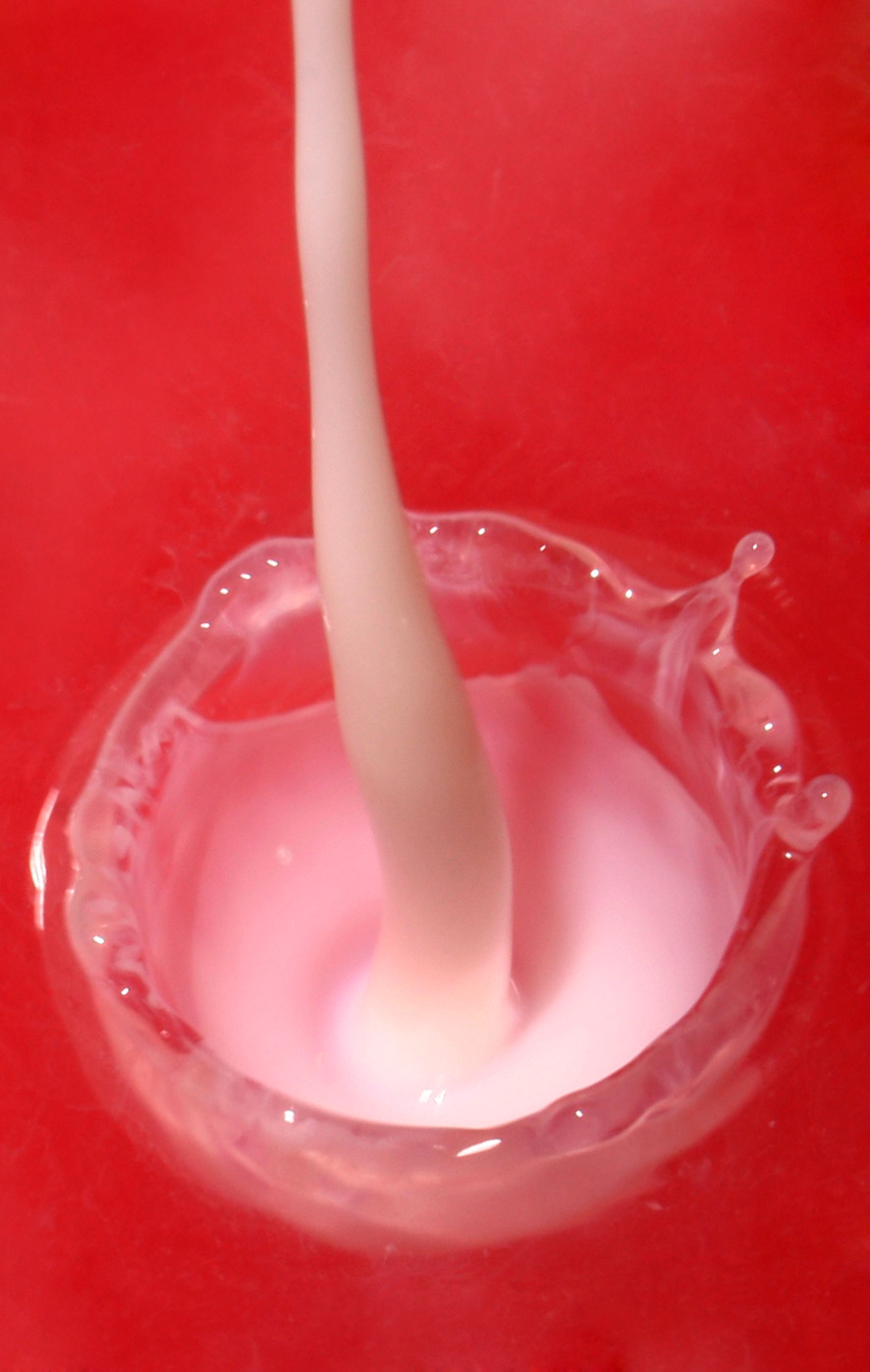
물과 우유의 점성의 예. 점성이 더 높은 액체는 같은 속도로 부었을 경우 이렇게 튀는 현상을 보이지 않는다.

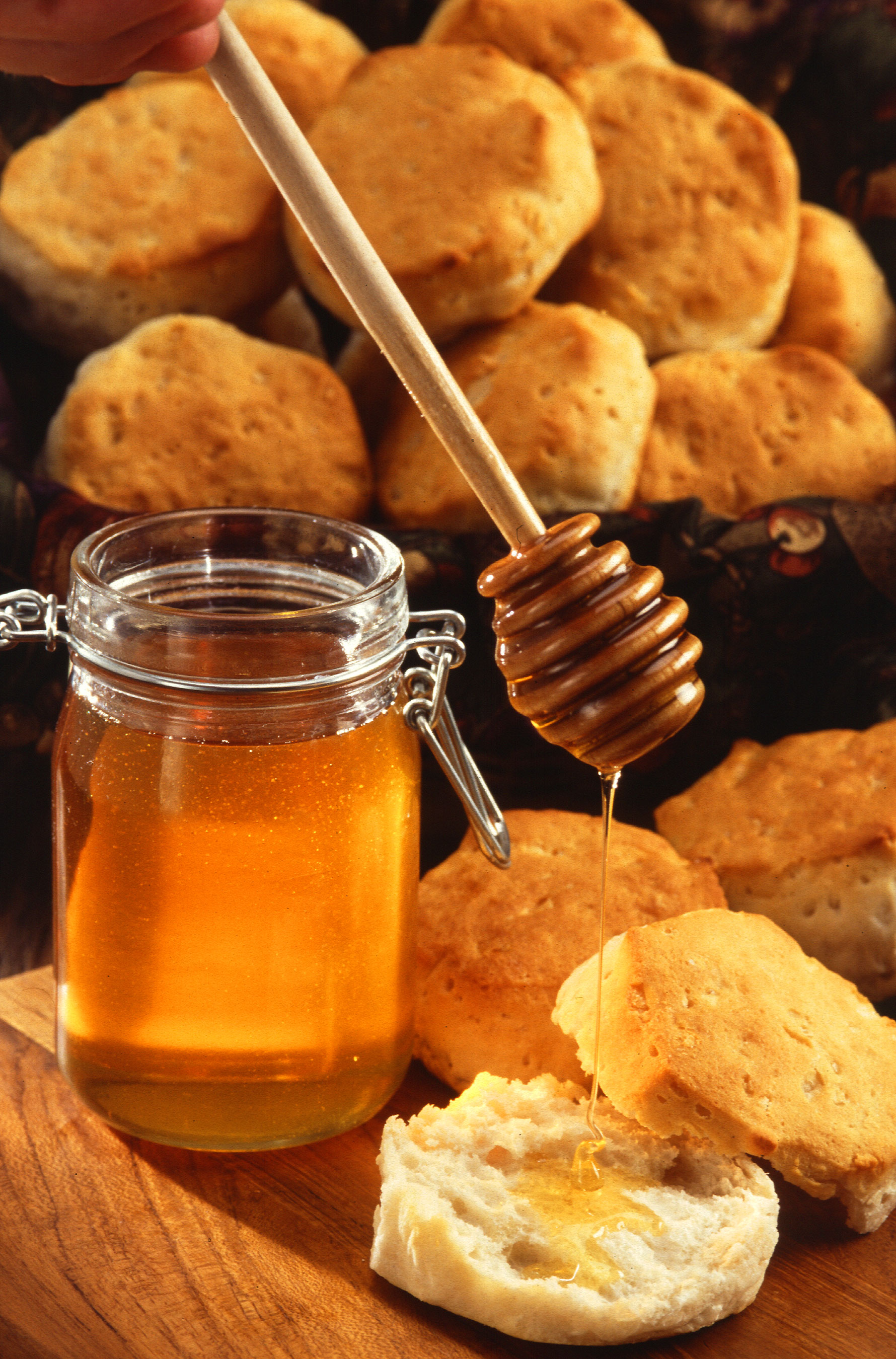
벌꿀이 끈끈하게 내려가고 있다.

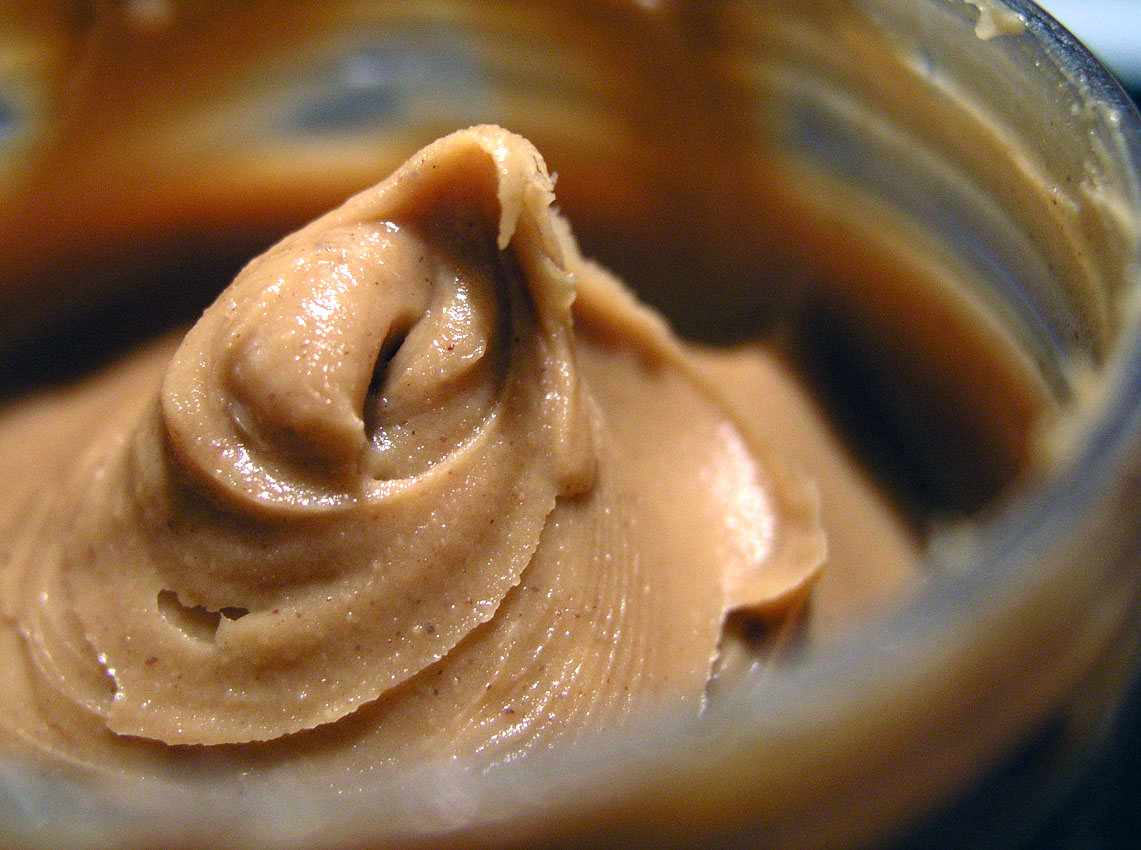
땅콩 버터는 반고체이므로 끝이 뾰족하다.

| 가스        | 0 °C (273 K) | 27 °C (300 K) |
| ----------- | ------------ | ------------- |
| 공기        | 17.4         | 18.6          |
| 수소        | 8.4          | 9.0           |
| 헬륨        |              | 20.0          |
| 아르곤      |              | 22.9          |
| 제논        | 21.2         | 23.2          |
| 이산화 탄소 |              | 15.0          |
| 메탄        |              | 11.2          |
| 에탄        |              | 9.5           |

| 유체         | 점성 [Pa·s] | 점성 [cP]        |
| ------------ | ----------- | ---------------- |
| 벌꿀         | 2–10        | 2,000–10,000     |
| 당밀         | 5–10        | 5,000–10,000     |
| 녹은 유리    | 10–1,000    | 10,000–1,000,000 |
| 초콜릿 시럽  | 10–25       | 10,000–25,000    |
| 녹은 초콜릿* | 45–130      | 45,000–130,000   |
| 케첩*        | 50–100      | 50,000–100,000   |
| 땅콩 버터*   | c. 250      | c. 250,000       |
| 쇼트닝*      | c. 250      | 250,000          |

| 액체 ():                 | 점성 [Pa·s] | 점성 [cP=mPa·s] |
| ------------------------ | ----------- | --------------- |
| 아세톤                   | 3.06×10-4   | 0.306           |
| 벤젠                     | 6.04×10-4   | 0.604           |
| 피 (37 °C)               | (3–4)×10-3  | 3–4             |
| 피마자 기름              | 0.985       | 985             |
| 옥수수 시럽              | 1.3806      | 1380.6          |
| 에탄올                   | 1.074×10-3  | 1.074           |
| 에틸렌 글라이콜          | 1.61×10-2   | 16.1            |
| 글리세롤                 | 1.2 (20 °C) | 1200            |
| HFO-380                  | 2.022       | 2022            |
| 수은                     | 1.526×10-3  | 1.526           |
| 메탄올                   | 5.44×10-4   | 0.544           |
| 모터 오일 SAE 10 (20 °C) | 0.065       | 65              |
| 모터 오일 SAE 40 (20 °C) | 0.319       | 319             |
| 나이트로벤젠             | 1.863×10-3  | 1.863           |
| 액체 질소 @ 77K          | 1.58×10-4   | 0.158           |
| 프로판올                 | 1.945×10-3  | 1.945           |
| 올리브 기름              | 0.081       | 81              |
| 피치                     | 2.3×10⁸     | 2.3×10¹¹        |
| 쿼크-붙임알 플라스마     | 5×10¹¹      | 5×10¹⁴          |
| 황산                     | 2.42×10-2   | 24.2            |
| 물                       | 8.94×10-4   | 0.894           |

* 이 물질들은 비뉴턴 유체이다.

## 점성 유동
점성 유동(粘性流動)은 점성을 가진 유체의 흐름을 말하며 작용력 가운데 유체의 점성력이 우세한 경우의 운동을 말한다.

## 같이 보기
- 층밀림 비율
- 겉보기 점성도
- 뉴턴 유체
- 증점제
- 프란틀 수
- 층밀림 변형력
- 층밀림 두꺼워지기
- 유변성